# On Kawara
On Kawara (河原温, Kawara On; Kariya, 24 dicembre 1932 – New York, 10 luglio 2014) è stato un artista giapponese, esponente dell'arte concettuale.

## Vita e opere

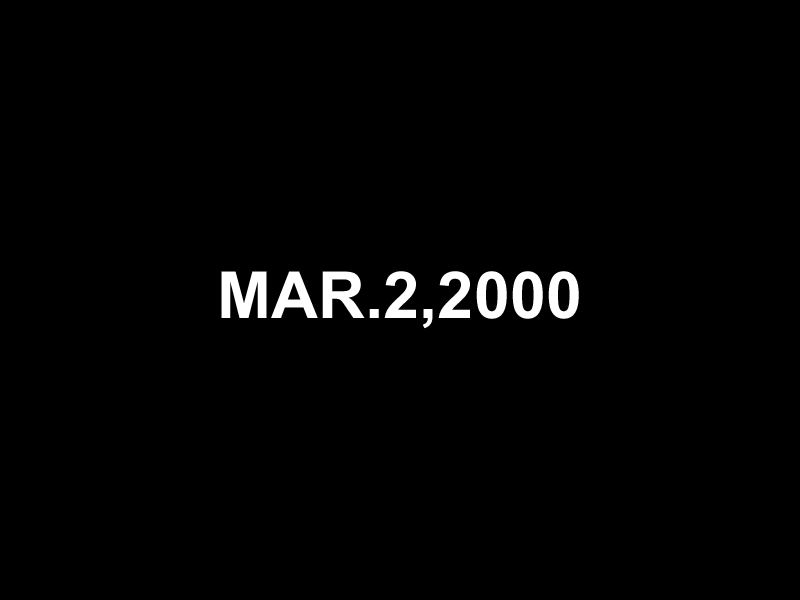
Esempio di opera di On Kawara

Nel 1966 Kawara iniziò una serie di dipinti intitolati today, completamente monocromatici, la cui unica aggiunta era la data in cui erano stati realizzati. La maggior parte delle opere veniva inserita in una scatola artigianale, con allegato un frammento del giornale del giorno . Se l'artista non riusciva a finire l'opera prima della mezzanotte la distruggeva. Verso gli anni '70 iniziò a creare opere concettuali sullo stesso stampo, ma con frasi banali e apparentemente scontate, sotto forma di telegramma.